# Писаревское муниципальное образование (Иркутская область)
Писаревское муниципальное образование — муниципальное образование со статусом сельского поселения в 
Тулунском районе Иркутской области России. Административный центр — поселок 4-е Отделение Государственной Селекционной Станции.

## Демография
По результатам Всероссийской переписи населения 2010 года 
численность населения муниципального образования составила 2387 человек, в том числе 1119 мужчин и 1268 женщин.

## Населенные пункты
В состав муниципального образования входят населенные пункты
- 4-е Отделение Государственной Селекционной Станции
- 1-е Отделение Государственной Селекционной Станции
- Булюшкина
- Иннокентьевский
- Центральные Мастерские[2]